# Bova (Itàlia)
Bova (Χώρα του Βούα en grecànic, Vùa en calabrès) és una ciutat italiana de 442 habitants de la Ciutat metropolitana de Reggio de Calàbria, a Calàbria, i inclòs en el circuit dels pobles més bonics d'Itàlia.
La petita ciutat és considerada la capital cultural de Bovesia, pel que fa a la cultura grega de Calàbria.

## Geografia

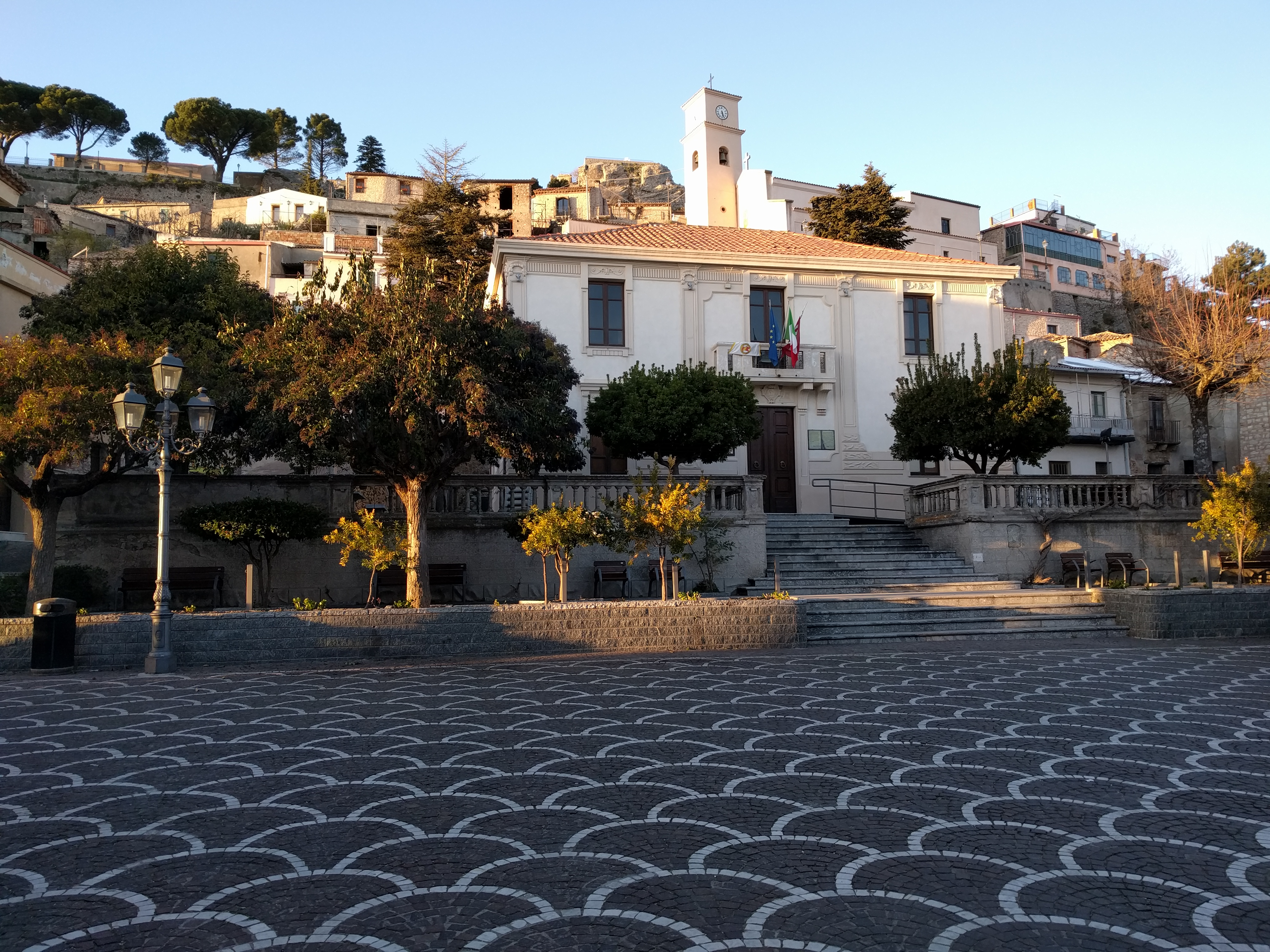
Piazza Roma

La ciutat de Bova s'alça sobre el vessant d'un turó que s'eleva 820 metres i ocupa una superfície de 46,74 km².

## Història
Els orígens de Bova són molt antics com ho demostren les armes sílex trobades, corresponent al Neolític.
En els segles viii-vi aC, degut al moviment migratori grec cap a l'oest, es varen fundar diverses colònies al llarg de la costa de Calàbria, entre les quals es troba Bova. Segons la llegenda va ser fundada per una reina grega, que va desembarcar a la costa i va anar cap a l'interior i es va establir al cim del turó Bova, presumiblement dins de l'antic castell.
A l'època grega, Bova va patir les conseqüències de la política dels locris de conquestes i guerres. Finalment va ser sotmesa a la tirania de Siracusa. Amb la victòria de Roma sobre Cartago, Bova va passar a mans dels romans, i va gaudir de la ciutadania romana. Però la calma no va durar molt de temps, ja que sent una regió molt exposada a la mar, va patir freqüents incursions bàrbares.
El 440, els vàndals, varen desembarcar a la costa de Basilicata i hi van saquejar les ciutats costaneres. Després d'haver ocupat Sicília, varen organitzar batudes a Calàbria i els habitants de la costa es varen refugiar a les muntanyes, en llocs més segurs i inexpugnables. Raó per la qual es va fundar la ciutat de Bova.
Des del segle ix Bova va ser constantment assetjada pels sarraïns. Aquests, que venien de Sicília, on havien arribat devers l'any 829 d'Àfrica i d'Espanya, varen desembarcar al Cap Spartivento, i sovint, degut al mal temps, es veien obligats a romandre-hi; al no trobar lloc per a residir, van saquejar i devastar el territori de Bova. Un dels atacs sarraïns més devastadors va ser el 953, quan Bova va patir, sota el comandament directe de l'emir de Sicília, Hassan Ibu-Ali, un atac per sorpresa seguit de la matança de molts habitants, mentre que altres varen ser enviats, com esclaus, a Àfrica. De nou el 1075 els àrabs varen tornar a ocupar parts de Calàbria i Bova va ser sotmesa a un estricte setge.
A la ciutat s'accedia a través de dues portes amb torres, una la porta Ajo Marini i l'altre situada a prop de la catedral. L'acròpoli de la ciutat de Bova es va formar a partir de l'antiga catedral, el Palau Episcopal i les cases de les famílies riques i nobles. Fora dels murs hi havia dos barris: Borgo di Rao i Borgo San Antonio amb tres torres de defensa situades una després de l'altra, només en queda una i en encara ruïnes.
Amb la dominació normanda, Bova va entrar en el període feudal. A l'època laico-normanda va seguir el feudalisme eclesiàstic-sueu i Bova va ser assignada a l'arquebisbe de Reggio que la rep amb el títol de comte fins al 1806.
El 1577 una terrible pesta va afectar la ciutat. Va arribar al port un vaixell de mercaderies i una dona va comprar teles valuoses que va exposar a la finestra durant la festa del Corpus Christi. Aquestes teles estaven infectades per la pesta. A causa de la calor es va propagar la pesta i va afectar un gran nombre de ciutadans. La notícia de l'epidèmia es va estendre ràpidament als pobles veïns i Bova va ser aïllada i es va prohibir tota mena de comerç. Aquest aïllament va originar molta fam i la mort de molts habitants.
Durant el segle xvi, l'activitat depredadora turca contra la Itàlia meridional va ressorgir i es va crear una línia de torres de vigilància al llarg de la costa de Calàbria per a millorar-ne la defensa.
El 1572, al port de Bova, es varen refugiar dues tartanes cristians per escapar de la persecució d'un vaixell turc; els tripulants varen anar a buscar ajuda a Bova i el governador de la ciutat, al capdavant d'una gran multitud, va baixar al port esportiu. La batalla va durar diverses hores, i els turcs varen ser derrotats a la platja; el petit exèrcit de Bova va ser capaç de fer fugir el vaixell turc.
El 1783 un terratrèmol va causar danys considerables a Bova, valorats en cinquanta mil ducats.
Quan el 1799 els francesos varen instaurar a Nàpols la República Partenopea, no tot l'estat napolità en va formar part; la província de Reggio, incloent Bova, va romandre sota el domini dels Borbons. El cardenal Ruffo, al febrer de 1799, va desembarcar a Calàbria a la reconquesta del regne. Aleshores en aquesta zona hi havia manta banda organitzada, les quals va reunir sota el seu comandament. Un dels primers pobles que varen respondre a la crida va ser Bova, on es va formar una gran grup de Sanfedistes (de la santa fe) que, a Reggio, es va aliar a les tropes del cardenal.
A més dels desastres naturals, Bova va patir, el 2 de setembre 1943, durant la Segona Guerra Mundial, un sever bombardeig per part dels aliats, que va matar vint-i-sis habitants, causar molts ferits i danys considerables als edificis de la ciutat.

## Llocs d'interès

### Sentiero della Civiltà Contadina

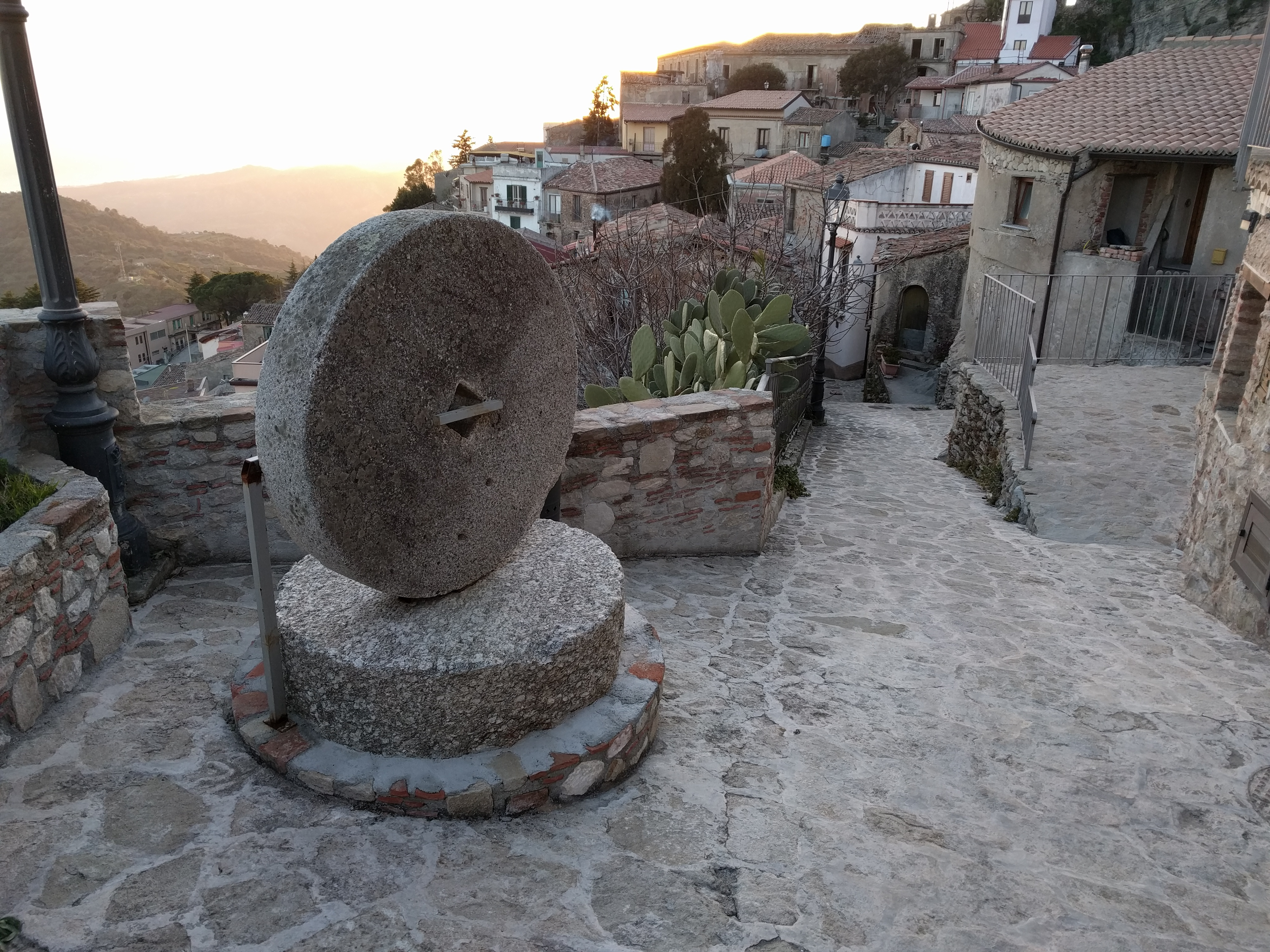
Eina al Sentiero della Civiltà Contadina

El Sentiero della Civiltà Contadina (Sender de la Vida Rural en català) és un museu a l'aire lliure a la ciutat de Bova, la capital de la regió grega de Calàbria, concebut i produït per Saverio Micheletta.
És un camí que serpenteja a través dels estrets carrers de la localitat i en el qual s'han instal·lat les principals eines de la cultura rural: les moles de molí d'aigua i tracció manual, premses, abeuradors per als animals, els queixals per prémer el raïm, premsa per extreure l'essència de bergamota i molts altres objectes pertanyents a l'antiga civilització agrícola.
Els treballs de construcció del museu varen durar al voltant d'un any: des de la idea inicial de juliol de 2014, el treball de recuperació i restauració dels instruments i la instal·lació al poble, fins a la inauguració a l'agost de 2015. A més de la determinació de Saverio Micheletta, el sender ha vist la llum gràcies a molts ciutadans que han proporcionat molts dels objectes instal·lats, que des de feia dècades tenien abandonats en els seus camps.
El Sender de la Vida Rural és, sobre de tot, l'homenatge d'un home a les seves arrels.

### Altres
- La catedral: La construcció original es remunta als primers segles dC. Està dedicada a la Mare de Déu de la Presentació o "Isodìa", i és el resultat de successives reconstruccions i restauracions. L'interior és de pla basilical amb tres naus. Els elements més importants són la Capella del Sagrament, construïda per artesans sicilians especialitzats en el processament de marbre de diversos colors, i l'estàtua de la Verge "Isodìa" amb el Nen, atribuït a Rinaldo Bonanno (1584), situat en un banc de marbre que reprodueix l'escut d'armes de Bova. Diverses excavacions han descobert nombroses tombes i l'antiga església normanda.

- El castell normando: Dels segles x-xi, en ruïnes, està situat aflorament rocós.

- La torre Normanda: Del segle xi, controlava una de les quatre portes d'accés a la ciutat.

- La chiesa di San Leo (L'església de San Leo): Del segle xvii, d'una sola nau amb capelles laterals, amb estucs del segle xix a les parets i un sumptuós altar major d'estil barroc, en el qual un nínxol policrom conté una estàtua de San Leo de marbre blanc realitzada per Pietro Bernini (1582).

- La chiesa del Carmine (L'església del Carme): Del segle xvii, és una bonica capella que va pertànyer a la família Mesiani. La façana principal d'estil tardo-renaixentista està definida per altes pilastres que sostenen una cornisa amb frontó triangular. El portal de pedra, construït pels treballadors locals, està rematat per l'escut d'armes, de marbre, de la família Mesiani.A dins hi ha un altar de marbre fi.

- La chiesa dell'Immacolata (L'església de l'Immaculada): Del segle xviii, té una porta de pedra de pedra tallada d'estil barroc tardà, feta per artistes locals. Per sobre de la llinda hi ha una finestra d'arc rebaixat rematada amb l'escut d'armes de la família Marzano.

- La chiesa dello Spirito Santo (L'església de l'Esperit Sant): Del segle xvii, té la façana principal de formes simples i austera, amb una portalada de pedra tallada per artistes locals i d'estil renaixentista tardà. L'església va ser severament danyada pels terratrèmols de 1783, 1908 i 1928 i ara es troba en un estat d'abandó.

- Palaus: Entre els carrerons, molts edificis nobles donen testimoni de la importància d'aquest lloc. En general són de pedra i de maó i adornats a l'exterior amb pilastres, cornises, mènsules, i esplèndids portals d'entrada. Es poden destacar el palau Mesiani-Mazzacuva, construït a finals del s. segle xviii i futur centre cultural sobre la Magna Grècia; el palau Nesci Sant'Agata del segle xviii que es troba a la plaça principal i és de propietat privada; i finalment el palau Tuscano del segle xix, a la part alta del poble, que albergarà el Centre de Visitants del Parc Nacional d'Aspromonte.